# Omus dejeani
Omus dejeani – gatunek chrząszcza z rodziny biegaczowatych i podrodziny trzyszczowatych. Zamieszkuje zachodnią Nearktykę.

## Taksonomia
Gatunek ten opisany został po raz pierwszy w 1838 roku przez Louisa Jérôme’a Reiche’a. Epitet gatunkowy nadano na cześć Pierre’a F.M. Auguste’a Dejeana. Lokalizację typową późniejsi autorzy ustalili jako Bull Run w hrabstwie Clackamas na terenie Oregonu. W 1914 roku Thomas Casey wyznaczył go gatunkiem typowym nowego rodzaju Megomus, który już w 1915 roku zsynonimizowany został z Omus przez Walthera Horna. W 1916 roku Casey wydzielił w obrębie tego gatunku podgatunki O. d. foveatus i O. d. robustus. Oba uznane zostały za synonimy w 1926 roku przez Horna.

## Morfologia
Chrząszcz o ciele długości od 18 do 21 mm, co stanowi największe rozmiary spośród przedstawicieli rodzaju. Ubarwienie ma matowo czarne ze spiżowym połyskiem. Przedplecze jest w zarysie odwrotnie trapezowate z szeroko zaokrąglonymi kątami przednimi. Jego krawędzie są podgięte. Pokrywy w widoku bocznym są umiarkowanie wysklepione. Wyróżniają się na tle rodzaju powierzchnią z szerokimi i płytkimi dołkami i zmarszczkami.

## Ekologia i występowanie
Owad ten zasiedla wysokie lasy deszczowe strefy umiarkowanej i przyległe łąki, od poziomu morza do wysokości 300 m n.p.m.; czasem znajdywany jest także pod wyrzuconym przez ocean na plażę drewnem. Postacie dorosłe aktywne są głównie od marca do października, ale mogą również uaktywniać się w cieplejsze dni zimowe, zwłaszcza na niższych rzędnych. Za dnia bytują w ściółce lasów, tylko przy pochmurnej pogodzie wypuszczając się na stanowiska odsłonięte. Nocą natomiast polują na terenach otwartych. Celem rozrodu wybierają osłonięte, pionowe skarpy o gliniastym podłożu, zlokalizowane na pobrzeżach lasów i przy duktach. Jaja składane są tam do podłoża, a larwy kopią w nim norki o głębokości od 15 do 20 cm. Pozostają one aktywne przez cały rok.
Trzyszczowaty ten często występuje sympatrycznie z pokrewnym Omus audouini. Pada ofiarą m.in. ryjówkowatych i skunksowatych.
Gatunek nearktyczny. W Kanadzie występuje w południowo-zachodniej Kolumbii Brytyjskiej, w tym na Vancouver Island. W Stanach Zjednoczonych zamieszkuje zachodnią część Waszyngtonu i Oregonu. Niepewne jego stwierdzenie dotyczy północnej Kalifornii, natomiast z Montany wykazywany był błędnie.